# Одабаш, Абибулла Абдурешидович
Абибулла́ Абдуреши́дович Одаба́ш (крымскотат. Abibulla Abdureşid oğlu Odabaş; 1891, село Корбек, Таврическая губерния — 1937) — крымскотатарский писатель, филолог, педагог. Печатался под псевдонимами Тимурджан и Чатыр-Тавлы.

## Биография
Родился в 1891 году в селе Корбек неподалеку от Алушты. Среднее образование получил в Крыму, а продолжил обучение в Стамбуле. Там, получая университетское образование, напечатал первые стихи и поэму «Алтын ярыкъ» («Золотой блеск»).
В 1917 году вернулся в Крым, с 1917 по 1920 годы издавал журнал «Ешиль ада» («Зелёный остров»), позже — «Бильги» («Знание»).
В период с 1921 по 1928 годы Абибулла Одабаш преподавал в татарском педагогическом техникуме, в Крымском педагогическом институте (факультет крымскотатарского языка и литературы), создал несколько учебников по языку и литературе для крымскотатарских школ.
В 1925 году избран в члены Таврического общества истории, археологии и этнографии.
С 1925 года в Симферополе выходит журнал «Окъув ишлери», в котором Одабаш публиковал свои педагогические, культурно-просветительские, литературоведческие статьи, стихотворения и рассказы.
26 октября 1928 года был арестован по делу «Милли Фирка» и приговорён к десяти годам лагерей. В 1937 году жена Одабаша Айше получила сообщение о смерти мужа, но время, место и обстоятельства смерти не известны.

### Избранные труды
- Бахаревич З., Одабаш А. А. Крымско-татарские детские песни. — Симферополь : Крымгосиздат, 1926. — 48 с. (рус.) (кр.тат.)
- Одабаш А. А., Кая И. С. Руководство для обучения крымско-татарскому языку. — Симферополь : Крымгосиздат, 1924. — 108 с. (рус.) (кр.тат.)
  -  — 2-е изд. — Симферополь : Крымгосиздат, 1925. — 194 с. (рус.) (кр.тат.)
  -  — 3-е изд. — Симферополь : Крымгосиздат, 1926. — 214 с. (рус.) (кр.тат.)